# Flying-M Ranch

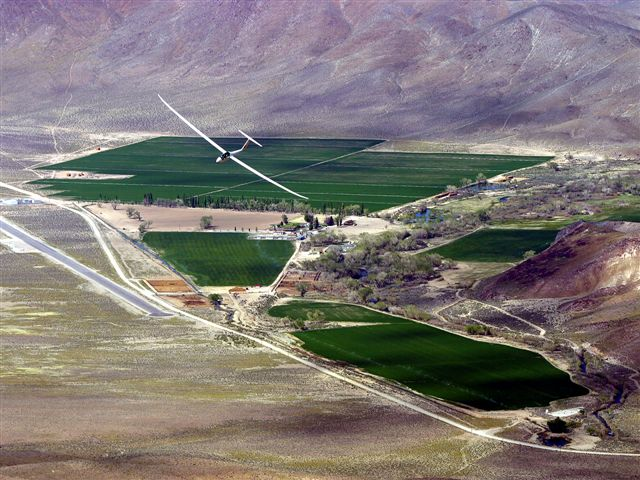
Un planeur Duo Discus en vol au-dessus du Flying-M ranch.

Le Flying-M Ranch est un ranch situé à environ 100 km au sud de Reno, dans le comté de Lyon, du Nevada, aux États-Unis, doté d'un aérodrome doté d'une piste de 1676 m sur 15 m. Le ranch lui-même couvre une superficie d'environ 7 139 acres (2 889 ha) à cheval sur le Nevada et la Californie.   
Le ranch a appartenu au magnat de l’hôtellerie Barron Hilton, passionné d'aviation. Baptisé Flying-M Ranch par son précédent propriétaire, Stanfield Murphy, Barron Hilton en a conservé le nom car son épouse s'appelait Marilyn.  
Il y a notamment hébergé le regroupement bisannuel de la compétition de vol à voile Barron Hilton Cup. Le désert environnant offre d'excellentes conditions thermiques.  
Un hangar sur l'aérodrome contient une douzaine d'aéronefs historiques, toujours en état de navigabilité. 
Le 3 septembre 2007, l'aviateur et aventurier Steve Fossett a disparu après avoir décollé seul à bord du Flying-M Ranch dans un avion monomoteur biplace Bellanca Super Decathlon. Malgré des recherches approfondies, aucune trace n'en a été retrouvée pendant plus d'un an. Mais le 29 septembre 2008, un randonneur retrouve des papiers d'identité appartenant à Fossett,  à 3 100 m d'altitude près de Mammoth Mountain, dans le désert d'Ansel Adams, comté de Madera, en Californie, ce qui a permis de découvrir l'épave de l'avion et des restes humains, identifiés par la suite comme étant ceux de Steve Fossett par analyse ADN . 
En 2016, le ranch a été vendu à la National Fish and Wildlife Foundation pour 19,4 millions de dollars. Le terrain a été acquis pour ses droits d'utilisation de l'eau afin de fournir de l'eau au lac Walker. 